# Čermasan
Čermasan (rus. Чермасан, bašk.: Сәрмәсән) je rijeka u Baškiriji, lijeva pritoka Bjelaje u europskom dijelu Rusije. Izvire na istočnoj padini Bugulminsko-Belebejevskog gorja, protječe kroz Belebejevski, Buzdjakski, Blagovarski i Kušnarenkovski rajon Republike Baškirije.
Duljina rijeke — 186 km, površina sliva — 3970 km2, prosječne visine od 197 metara, šumovito 9 %, močvarno 1 %, krševito 48 %. Reljef je brežuljkasto-ravničarski s općim nagibom površine na sjevero-istok. Dominiraju siva i tamnosiva šumska tla. Šume breza i jasika u gornjem dijelu, širokolisne u donjem, srednji dio sliva zauzima poljoprivredno zemljište. Podrijetlo vode je uglavnom od snježnih oborina, 79 % kojeg čine proljetne visoke vode, 15,3 % – ljetno-jesenskom razdoblju niskih voda i 7 % – zimi. Prosječni godišnji istjek vode na ušću je 10,0 m3/sec.
Glavni pritoci: Idjaš, Kalmaška, Saryš.